# Dendrologia
Dendrologia (do grego: “dendron”, árvore; e “logia” (logos), estudo) é uma ciência ramificada da Botânica e se relaciona ao estudo das árvores, arbustos e liana lenhosas.  Para tanto, é utilizado a análise de caracteres morfológicos, ecológicos e econômicos.
Dentre dos aspectos morfológicos, são usadas as estruturas e órgãos vegetativos para nomear corretamente as árvores em estudos de flora (nomenclatura), reconhecer as espécies em campo usando características-chave (identificação) e, conhecendo as espécies, saber classificá-las conforme sistema vigente (classificação). Terminologias mais usadas: forma da copa e do tronco, ritidoma, cor, tipo de folha, padrão de nervação, presença de acúleos e espinhos, exsudações, odores, entre outros.
Nos aspectos ecológicos são analisadas as relações entre os organismos vivos no ambiente florestal. Podem ser classificados em autecologia (estudos de biogeografia), qualidade de sítio (condições macro e microclimáticas e edáficas), reprodução e fenologia, sinecologia (estudos sobre posicionamento e funcionalidade das árvores em uma comunidade vegetal, interações planta-planta e planta-animal) e o histórico (história da ocorrência das espécies e uso pelas civilizações).
Na vertente econômica busca-se a viabilização econômica da dendroflora usando a anatomia da madeira, tecnologia da madeira, produtos florestais não-madeireiros e cultivo.

## História
Apesar de não ter registrado a palavra Dendrologia, Teofrasto (século IV a.C.) pode ser considerado o pai desta ciência. Seus escritos sobre as árvores evidenciam detalhes dendrológicos, como a distribuição geográfica de árvores, observações fenológicas, cultivo e usos.
A terminologia dendrologia foi elucida originalmente por Ulisse Aldrovandi (naturalista italiano fundador do Jardim Botânico de Bolonha) em 1668, com a publicação da obra Dendrologia. O texto em grego apresentava o nome científico e popular das árvores, sinonímias, utilidade, curiosidades, dentre outras informações. Quase três séculos após, Dayton (1945) expandiu o conceito, e tratava a dendrologia como área da Botânica. O seu texto incluía a taxonomia, nomenclatura, morfologia, anatomia, fenologia, reprodução, distribuição geográfica, importância econômica, subespécies, variedades, formas e agrupamentos botânicos. Não existe uma linha tênue entre a dendrologia e a taxonomia, por conta disso, em diversos casos há mistura dos termos.
A Botânica classifica os vegetais por intermédio de um sistema filogenético. Para tanto, o reconhecimento das plantas com base na Taxonomia Vegetal utiliza, principalmente, características clássicas como órgão reprodutivos e estruturas relacionadas. Além de investigações filogenéticas, anatômicas e palinológicas. Paralelo, a Dendrologia usa características ditas secundárias. Estas se baseiam majoritariamente em caracteres vegetativos (secundários), como cheiro, ritidoma, cor, pelos, espinhos e acúleos, tipos de folha, nervação, forma do tronco e copa, casca viva e morta, ramificação e outros.
Não se descreve uma nova planta para ciência usando somente caracteres dendrológicos. Mas sim, uma análise aprofundada que inclui comparação com espécies do mesmo gênero; medições morfométricas de flores, frutos, folhas e estruturas acessórias; fenologia e, em alguns casos, histórico de uso. Todas estas atividades vão além da dendrologia. Logo a dendrologia é considerada uma ramificação da botânica, porém, de valor impar na prática, por possibilitar, após conhecimento prévio da flora, um reconhecimento facilitado e rápido.

## Dendrologia na ciência florestal
No Brasil, a dendrologia é ensinada obrigatoriamente nos cursos superiores de Engenharia Florestal e Engenharia Industrial Madeireira. Dentre as grandes áreas destes cursos, não se dissocia a dendrologia da Silvicultura e Conservação da Natureza. A informação primária em qualquer plano de manejo de florestas nativas, arborização urbana e afins, necessita do conhecimento sobre as espécies.
A ciência florestal brasileira se encontra subdesenvolvida em relação a vegetação nativa. A exemplo prático, tem-se a arborização urbana, havendo quase que uma homogeneização de flora que, na maioria dos casos é estrangeira. Mesmo no país com a maior flora do planeta, se nota uma preferência por usar plantas exóticas.
Apesar do histórico de degradação das formações florestais brasileiras, especificamente a Mata Atlântica e Floresta Amazônica, a vocação do país é florestal. No entanto, muito ainda precisa ser feito para ativar o potencial. Considerando que o ambiente florestal vai além de árvores e arbustos, passando por pequenas herbáceas além do clima e solo, a dendrologia assume um papel fundamental em diversos estudos.
Levantamentos dendrológicos podem ser usados na distinção de espécies desejáveis na comunidade. Tal informação pode ser adquirida nos distintos estágios de desenvolvimento vegetal, indo de plântulas a indivíduos senis. Trata-se, obviamente, de informações indispensáveis para o adequado manejo florestal.
Inventários de diversidade florestal necessitam da correta identificação da espécie. Como a dendrologia usa de caracteres de fácil reconhecimento, se configura como uma vantagem à botânica tradicional. Mesmo indivíduos totalmente decíduos os mortos podem ser reconhecidos. A prática também é aplicada aos estudos de fitossociologia e elaboração  de guias de identificação , pois a identidade florística é fundamental.
O estudo dos episódios de floração e frutificação é chamado fenologia, também abordado na dendrologia. A fenologia é usada, por exemplo, na escolha da melhor época do ano para colher frutos e sementes, momento de podas e, também, prever o comportamento da espécie com as mudanças do clima.
A anatomia da madeira é usada para se observar aspectos estruturais da madeira, tais como sua cor, tamanho dos raios e presença de estratificação. Procedimentos anatômicos, possibilitam, em muitos casos, o reconhecimento ao nível de gênero e espécie. A identificação de exsicatas estéreis também é possível.
A geografia florestal, a ecologia e o estudo dos solos são igualmente afins à dendrologia. Auxiliam na compreensão dos padrões de distribuição das espécies e caracterização dos locais de ocorrência. Estes ramos da ciência subsidiam as informações dendrológicas.

## Terminologia
O uso de uma terminologia auxilia na padronização, comunicação entre pessoas, identificação no campo e facilidade em conduzir outros estudos dendrológicos. A terminologia dendrológica evidencia os caracteres vegetativos e, por isso, é distinta da terminologia botânica, que dá enfoque nas flores e frutos. Entre os termos mais comuns estão:
Árvore: Altura superior a 5m; tronco nítido, com ausência de ramos; ramificação na porção superior, formando uma copa.
Arvoreta: Altura inferior a 5 m, mas com as mesmas carcaterísticas de uma árvore.
Arbusto: Altura média não ultrapassa 5 m; ramificação a partir da base, sem tronco predominante; base lenhificada e porção superior variando de tenro a suculenta.
Caule: Eretos, desenvolvimento verticalizado (tronco, haste, estipe, colmo). Trepadores (volúveis). Troncos são lenhificados, ramificados e resistentes (podem se apresentar nas formas cilíndrica (das palmeiras), cônica (das árvores), achatado (de cipós e cactos), reto (em árvores e palmeiras), tortuoso (em árvores típicas do cerrado sensu stricto), bojudo (das árvores barrigudas e baobás), aculeado (em ávores), espinecentes (em árvores e palmeiras) e outras variações.
Nervação: possui a funcionalidade de dar rigidez a lâmina foliar e/ou traslocar água e nutrientes. Podem ser classificadas em padrões gerais, são eles broquidódroma (nervuras secundárias terminam em alças antes de chegar a margem foliar), caspedódroma (nervuras secundárias chegam até margem foliar), camptódroma (nervuras secundárias não atingem a margem foliar), cladódroma (nervura secundárias se ramificam antes de chegar na margem foliar) e paraledódroma (nervuras principais paralelas entre si). [14, 15]
Exsudatos: líquidos liberados após o corte da casca. Possuem origem de vasos vasculares ou dutos nas casca viva e alburno. Podem ser classificados em seiva (normalmente incolor e translúcida, mas pode se apresentar levemente colorida. Consistência aquosa ao serem liberadas e se tornam gelatinosas em contato com o ar. Nunca pegajosas), látex (composto por diversas substâncias (acúcares, goma, óleos e outras) e insolúvel em água. Normalmente branco e opaco. Pode se apresentar na consistência aquosa, pegajosa e viscosa), resina (substância pegajosa e normalmente aromática. Ao contato com ár, se oxida, perder odor e se solidifica. Podem ser opacas e semitranslúcidas; isolúveis em meio aquoso) e goma (semelhante a resina, porém, solúvel em meio aquoso).
Cheiro: a classificação dos cheiros varia entre pessoas, pois se associa a algo conhecido. Porém, alguns agrupamentos botânicos ou espécies possuem cheiros típicos.
Ramificação: padrão de organização dos ramos. Podem ser calssificados como indiviso (ausência de ramificação; caule do tipo estipe. Ex.: palmeiras e mamão) e ramificados (presença de ramificações laterais). Podem ser classificadas em monopodial (gema terminal dominante, persistente. O eixo principal prevalece em relação aos laterais que eventualmente podem surgir), simpodial (gema terminal não dominante. A gema terminal é substituída por uma lateral, que passa ser a dominante; após, essa gema é substituída por outra lateral, que passa a ser a dominante, e assim sucessivamente) e em dicásio (duas gemas laterais se desenvolvem mais que a principal, formando ramos; após, duas gemas laterais se desenvolvem a partir deste ramo, e assim sucessivamente).
Ritidoma: entender os padrões ritidômicos é uma tarefa difícil. Isso ocorre devido a variação entre indivíduos da mesma espécie com distintas idades e em variadas localidades. Além disso, a presença de caracteres intermediários torna o sistema complexo. Porém, existem algumas espécies que conservam ao máximo as características da casca externa, e são facilmente reconhecidas.